# Scarus fuscocaudalis
Scarus fuscocaudalis är en fiskart som beskrevs av Randall och Myers 2000. Scarus fuscocaudalis ingår i släktet Scarus och familjen Scaridae. IUCN kategoriserar arten globalt som livskraftig. Inga underarter finns listade i Catalogue of Life.